# Dresenza
Dresenza (in sloveno Drežnica) è un insediamento del comune sloveno di Caporetto, nell'alta valle del fiume Isonzo.
In epoca asburgica fu comune autonomo, comprendendo i vicini insediamenti di Rauna (Drezenca Ravna), Magost (Magozd), Ieserza (Jezerca) e Cosez (Koseč). Nel 1921 il territorio dell'alta Val d'Isonzo venne annesso all'Italia. Il comune rimase autonomo comprendendo le stesse frazioni, in questo periodo note come Rauna/Ràuna di Dresenza, Magosd/Magosti, Cosez/Cossis e Iezerza/Geserza. Dal punto di vista amministrativo il comune venne inquadrato prima nella provincia della Venezia Giulia (Gorizia), poi in quella del Friuli e dal 1927 nuovamente in quella di Gorizia. Nel 1928 infine il comune venne soppresso e il suo territorio annesso a quello di Caporetto.
Nel 1941 il villaggio venne ribattezzato Dresenza Picco in memoria di Alberto Picco, sottotenente del terzo reggimento alpini nel Battaglione Exilles caduto il 16 giugno 1915 durante la presa del Monte Nero e qui sepolto fino al 1924.
Dresenza è un tipico villaggio alpino che vive di pastorizia e, poca, agricoltura. Giace in una conca circondata dai picchi delle seguenti montagne: Planica e Kožljak ad est, Monte Nero a nordest, la cresta del monti Krnšica, Vrata, Oblo brdo e Ursig a nord; la catena del M.te Morizna con il M.te Krasji vrh, Veliki vrh e Pirhovec a nordovest; M.te Volni e M.te Ozben a sud.
Nel paese è presente la chiesa del Sacro Cuore l'inizio della costruzione della quale risale al 1911 e che, seppur circondata dagli eventi bellici della prima guerra mondiale, è rimasta miracolosamente intatta.

## Carnevale di Dresenza
Il Carnevale di Dresenza, a cui partecipano tutti i ragazzi celibi, è uno dei Carnevali più noti della Slovenia. Si Tratta di una festa molto antica e di matrice pagana. I partecipanti indossano maschere di legno simili ai krampus tirolesi e si dividono in due gruppi: i ""ta lepi"" e i ""ta grdi"" (i Belli e i Brutti). I ta lepi visitano ogni casa nel villaggio e portano i migliori auguri ai rispettivi abitanti, danzando e suonando. Per questo ricevono doni e piccole ricompense in denaro. Invece i ta grdi, inseguono i bambini che durante l'anno si sono comportati male e li cospargono di cenere.